# Tim Van Patten
Cristopher Van Patten (Nova Iorque, 10 de junho de 1959), também conhecido como Timothy Van Patten ou Tim Van Patten, é um ator, diretor e produtor de televisão norte-americano, mais conhecido por dirigir inúmeros episódios das séries de televisão produzidas pela HBO.

## Biografia
Van Patten nasceu em Nova Iorque, Nova Iorque, em 10 de junho de 1959. Seu primeiro papel como ator foi em 1978, no episódio "The Lost Weekend" da série Eight Is Enough. No mesmo ano, ele conseguiu o papel de Mario "Salami" Pettrino na série The White Shadow, aparecendo em um total de cinquenta episódios até 1981. Até 1990, ele apareceu em séries como The Master, St. Elsewhere, Night Heat e True Blue.
Em 1992, Van Patten fez sua estreia na direção com o episódio "A Bench Too Far", da série Home Fires. Nos anos seguintes ele trabalhou em séries como Touched by an Angel, Promised Land, New York Undercover, Homicide: Life on the Street e Ed. Em 2003 ele trabalhou em sua primeira série da HBO, Sex and the City; ele continuaria trabalhando com o canal em programas como The Wire, Deadwood, Rome, The Sopranos, Game of Thrones e Boardwalk Empire.
Van Patten também dirigiu três episódios e produziu a minissérie The Pacific, vencendo um Primetime Emmy Award Melhor Minissérie. Ele também já venceu um Emmy de Melhor Direção em Série Dramática pelo episódio "To the Lost" de Boardwalk Empire.